# Sasi Shanker
Sasi Shanker (também escrito Sasi Shankar; 1957 - 10 de agosto de 2016) é um diretor de cinema indiano. Já dirigiu um filme tâmil e dez filmes malaialas. Ele ganhou o Prêmio Nacional de Cinema de Melhor Filme em Outras Questões Sociais em 1993 por seu filme Narayam. Ele faleceu em 10 de agosto de 2016